# Унуненний
| 119      | Унуненний |
| Uue(316) |           |
| [Og]8s1  |           |

Унуне́нний  (лат. Ununennium, Uue) или эка-фра́нций — гипотетический химический элемент в периодической таблице, с временным обозначением Uue и атомным номером 119, с прогнозированной атомной массой 316 а. е. м.
Элемент 119 после его синтеза будет первым элементом в восьмом периоде периодической таблицы химических элементов.

## История
Название «унуненний» используется как временное в научных статьях о поиске элемента 119. Трансурановые элементы всегда производятся искусственно и в конце концов обычно называются в честь учёных или по местонахождению лаборатории, получившей элемент. Попытка синтеза элемента 119 предпринималась в 1985 году при помощи бомбардировки мишени из эйнштейния-254 ядрами кальция-48 на ускорителе SuperHILAC в Беркли, Калифорния. Не было идентифицировано ни одного атома.
{\displaystyle {\ce {{^{254}_{99}Es}+{^{48}_{20}Ca}->{^{302}_{119}Uue^{\ast }}->{\text{осколки}}}}}
Крайне маловероятно, что эта реакция будет полезной. Для увеличения чувствительности эксперимента до требуемого уровня необходимо сделать достаточно большую мишень из 254Es, что является экстремально сложной задачей.
Планируют опыты по синтезу 119-го элемента российские учёные из ОИЯИ, европейские учёные из GSI, японские учёные из RIKEN.

## Физические и химические свойства
Предполагается, что унуненний будет являться химически активным щелочным металлом, следующим после франция в группе, и будет повторять большинство свойств более лёгких аналогов, однако ожидается, что унуненний будет проявлять некоторые специфические химические свойства, которые присущи только ему и не присущи более лёгким аналогам. Некоторую сложность придаёт слабая изученность свойств химии франция, поскольку все его изотопы имеют малый период полураспада. Следовательно, наиболее тяжёлым хорошо изученным щелочным металлом является цезий
.
Однако унуненний по химическим свойствам будет предположительно больше похож на рубидий или калий, чем на цезий или франций, игнорируя тенденцию к увеличению химической активности элемента по мере роста порядкового номера. Связано это с тем, что основной валентный электрон унуненния будет дополнительно стабилизирован релятивистским эффектом электронной оболочки 7p-подуровня, что приведёт к тому, что энергия ионизации унуненния будет выше, чем у франция (у самого франция за счёт аналогичного эффекта 6p-подуровня энергия ионизации также немного выше, чем у цезия).
Значительное увеличение энергии ионизации сделает унуненний менее химически активным, чем цезий или франций.
Расчётный атомный радиус у унуненния предполагается также существенно меньшим, чем у цезия или франция, и его значения находятся между калием и рубидием (240 пм для унуненния, 227 пм для калия и 248 пм для рубидия). Энергия ионизации унуненния будет почти равна энергии ионизации калия. Вместе с тем, радиус однозарядного иона унуненния будет всё же выше, чем у рубидия, за счёт дополнительных электронных оболочек.
Кроме типичной степени окисления для щелочных металлов +1, предполагается, что унуненний может стать первым щелочным металлом, для которого будет возможна степень окисления +3, что также связано с релятивистскими возможностями 7p-электронов, у которых предполагается низкая энергия ионизации.
Несмотря на ионный характер взаимодействия унуненния, к примеру, с химически активными неметаллами, в целом соединения унуненния будут иметь более ковалентный характер, чем соединения цезия. Такой эффект, в частности, в меньшей степени отмечался у франция.
Унуненний, вероятно, будет крайне легкоплавким либо вовсе жидким при комнатной температуре (при получении его в макроскопических количествах), демонстрируя тенденцию к снижению температуры плавления щелочного металла с ростом порядкового номера. Температура плавления унуненния оценивается от 0 до 30 °C. Унуненний будет обладать плотностью около 3 г/см3. Несмотря на то, что плотность франция меньше плотности цезия, унуненний будет продолжать тенденцию роста плотности с порядковым номером.
Ожидается, что гидроксид UueOH является сильной щёлочью, но более слабой, чем CsOH, поскольку ковалентный характер связи будет дополнительно затруднять её диссоциацию в растворах и расплавах, и по силе она будет скорее соответствовать KOH.
Довольно интересным является то, что в отличие от предыдущих периодов, где гидроксиды щелочных металлов имели более основный характер и лучше растворялись в воде, чем щёлочноземельных металлов, UueOH будет, вероятно, более слабым основанием, чем Ubn(OH)2 — гидроксид следующего за ним элемента, унбинилия. Связано это с тем, что 2 гидроксильных иона по умолчанию сильнее одного, а большие ионы сверхтяжёлых элементов сделают лёгкость отщепления аниона настолько высокой, что стабилизирующее действие 7p-подуровня не сможет сдерживать 2 аниона.